# Indonesia
L'Indonesia, ufficialmente Repubblica d'Indonesia (in indonesiano Republik Indonesia), è uno Stato del sud-est asiatico. Composto da 17 508 isole (dato ufficiale del governo indonesiano, ministero del coordinamento marittimo, del 27 maggio 2018), è il più grande Stato-arcipelago del mondo e con 284 milioni di abitanti è il quarto Paese più popoloso del mondo dopo India, Cina e Stati Uniti e davanti a Pakistan, Nigeria e Brasile, oltreché il più popoloso paese a maggioranza musulmana. La capitale è attualmente Giacarta, ma verrà prossimamente trasferita a Nusantara (città in costruzione).
È una repubblica democratica presidenziale (vedi democrazia islamica), la cui capitale nazionale è la città di Giacarta, situata sull'isola di Giava. Le frontiere terrestri del paese sono con Malaysia nell'isola del Borneo, con Papua Nuova Guinea nell'isola di Nuova Guinea e con Timor Est nell'isola di Timor. Altri paesi vicini sono Singapore, Filippine, Brunei, Australia e India (isole Andamane e Nicobare).
L'interesse commerciale verso la regione dell'arcipelago indonesiano risale almeno al VII secolo, quando il Regno Srivijaya già commerciava con la Cina e l'India. I sovrani locali adottarono gradualmente dall'India il modello culturale, religioso e politico fin dai primi secoli dopo Cristo, con la fioritura di regni indù e buddhisti. La storia indonesiana è stata influenzata dalle potenze straniere, interessate alle grandi risorse naturali che poteva offrire questa terra.
L'Islam fu introdotto dai mercanti stranieri. Le potenze europee combatterono l'un l'altra al fine di monopolizzare il commercio delle isole della Sonda e delle Molucche durante l'Età delle scoperte. Dopo tre secoli e mezzo di colonialismo olandese, l'Indonesia si assicurò la propria indipendenza dopo la seconda guerra mondiale. La storia recente dell'arcipelago si è subito dimostrata turbolenta, con sfide poste da calamità naturali, dal problema del separatismo, dal processo di democratizzazione e dai periodi di rapido mutamento economico.
Attraverso le sue numerose isole, l'Indonesia si compone di svariati gruppi etnici, linguistici e religiosi. Quello giavanese è il gruppo etnico più numeroso e dominante. Come Stato unitario e nazione l'Indonesia ha sviluppato un'identità condivisa basata su una lingua nazionale, una diversità etnica, un pluralismo religioso all'interno di una popolazione a maggioranza musulmana e una storia di colonialismo e di ribellione a esso.
Il motto nazionale indonesiano, che si trova sorretto dalla leggendaria Garuda, ossia l'aquila mitologica che ne orna il blasone, è emblematico in questo senso: Bhinneka tunggal ika ("Uniti nelle diversità", letteralmente "Molti, ma uno"). Tuttavia le tensioni settarie e il separatismo hanno portato a scontri violenti che hanno talvolta compromesso la stabilità politica ed economica.
È un paese ricco di contrasti: possiede vaste aree disabitate e selvagge, che sostengono una delle maggiori biodiversità del pianeta, e isole densamente popolate (la sola Giava conta 148 milioni di abitanti). Grandi sono le risorse naturali, in parte non ancora sviluppate, ma la povertà, all'inizio del XXI secolo, è ancora una realtà per vastissime fasce della popolazione.

## Storia
Sotto l'influenza dell'Induismo e del Buddismo, numerosi regni si formarono sulle isole di Sumatra e Giava dal VII al XIV secolo. L'arrivo di mercanti arabi, provenienti dallo stato del Gujarat (in India), portò alla diffusione dell'Islam, che divenne la religione predominante.
Nel XVI secolo i portoghesi fondarono numerose colonie, tra cui Banten, Flores, Makassar e le Isole Molucche (Ambon, Ternate e Tidore). L'impero portoghese perse questi possedimenti dopo la sua sconfitta nella guerra olandese-portoghese.
A partire dal 1602, gli olandesi si stabilirono lentamente nell'attuale Indonesia, sfruttando il frazionamento in piccoli regni: in breve tempo le Indie orientali olandesi divennero uno dei possedimenti coloniali più ricchi del mondo, grazie al commercio delle spezie. Nel 1609 un accordo fu stretto tra le Indie Orientali olandesi e il sovrano Saboa Tangan. Tra il XVII e il XVIII secolo il potente sultanato di Sambas assoggettò gli altri imperi limitrofi, divenendo per un ventennio il più ampio impero indonesiano. Nel 1824 il trattato anglo-olandese sancì la separazione tra i territori indonesiani e la Malesia britannica.
Nel 1864, in Italia, l'avventuriero Celso Cesare Moreno provò a convincere il governo italiano a stabilire una presenza italiana nell'isola di Sumatra, Moreno aveva vissuto per molto tempo nel sultanato di Aceh, dove era diventato amico del sultano Ibrahim (di cui aveva sposato una figlia); tuttavia il disinteresse del governo fece finire il sogno di Moreno, che aveva progettato di creare una colonia nell'isola di Pulau Weh e stabilire un protettorato nel sultanato di Aceh per proteggerlo dagli olandesi. Un altro tentativo italiano fallito di stabilire una presenza nell'area fu compiuto alla fine del 1869 dall'esploratore Giovanni Battista Cerruti: nel 1870 era tornato a Firenze con dei trattati firmati dai sultani delle isole di Aru, Kai e Balscicu nella Nuova Guinea che ufficializzavano la sovranità italiana (Cerruti aveva anche preso possesso di alcune zone della costa settentrionale ed occidentale nella Nuova Guinea in nome dell'Italia). Perciò, nel 1883, il Regno d'Italia chiese ai Britannici se avessero accettato che la Nuova Guinea diventasse colonia italiana: i Britannici rifiutarono e gli italiani rinunciarono per sempre a ogni tentativo di colonizzare l'area.
I Paesi Bassi governarono l'Indonesia fino alla seconda guerra mondiale, prima come colonia fino allora sotto il controllo della Compagnia olandese delle Indie orientali, poi, dal XVII secolo direttamente alle dipendenze del governo olandese. Fra le due guerre mondiali si sviluppò un movimento di indipendenza indonesiano, che aveva come capi studenti e giovani professionisti, molti dei quali vennero imprigionati per le loro attività politiche.
Durante il secondo conflitto mondiale, con i Paesi Bassi occupati dalla Germania, il Giappone invase la colonia e organizzò un comitato provvisorio con a capo il leader indipendentista Sukarno, Mohammad Hatta e Kyai. Nel marzo del 1945 il Giappone organizzò un comitato indonesiano per l'indipendenza. Il 17 agosto, nel contesto della guerra d'indipendenza indonesiana, Sukarno proclamò l'indipendenza e, il 17 dicembre 1949, dopo 4 anni di guerra e trattative, la regina Giuliana dei Paesi Bassi riconobbe l'indipendenza della colonia. Il primo presidente fu Sukarno e il suo vice Mohammad Hatta.
Dagli anni 1950, Sukarno adottò politiche progressivamente più autoritarie, con una politica estera aggressiva, la chiusura dei giornali più critici verso il suo operato e la repressione militare dei ribelli del PRRI (Governo Rivoluzionario della Repubblica d'Indonesia)-Permesta. Negli anni 1960 ci furono scontri armati con la Malaysia e gravi difficoltà economiche. Nel 1962 all'Indonesia venne annessa la Nuova Guinea Occidentale, che era rimasta sino ad allora colonia olandese, assegnandole il nome di Irian Jaya.
Nel 1965, con un colpo di Stato fiancheggiato dagli Stati Uniti, salì al potere il generale Suharto, che purgò le forze armate e il parlamento di tutti gli elementi filo-Sukarno, eliminando i membri del Partito Comunista Indonesiano, sciolse i sindacati ed eliminò la libertà di stampa, uccidendo nel processo tra 500 000 e più di un milione di persone, per la maggioranza simpatizzanti comunisti, socialisti, contadini poveri e appartenenti alla minoranza cinese, in quelli che sono conosciuti come Massacri indonesiani del 1965-1966.
Nei 32 anni al potere Suharto incoraggiò gli investimenti esteri che produssero una crescita economica del paese, ma si arricchì personalmente e favorì i familiari grazie a una diffusa corruzione, promuovendo al contempo una politica estera aggressiva fatta di annessioni e massacri. Nel 1998, dopo grandi proteste popolari e a causa di una crisi finanziaria, fu costretto alle dimissioni.
Fra il 1998 e il 2001 l'Indonesia ha avuto tre presidenti: Jusuf Habibie, Abdurrahman Wahid e Megawati Sukarnoputri. Il 12 ottobre 2002, nell'isola di Bali, un attentato suicida di gihadisti musulmani contro alcuni locali turistici, frequentati principalmente da turisti occidentali, ha provocato la morte di 202 persone. Nel 2002, dopo 24 anni di occupazione indonesiana e tre di amministrazione ONU, Timor Est diventa indipendente. Anche altre regioni rivendicano l'indipendenza, in particolare Aceh (nord di Sumatra) e Papua, la sezione indonesiana dell'isola di Nuova Guinea.
Nel 2004 le elezioni furono vinte da Susilo Bambang Yudhoyono. Il 26 dicembre 2004 la costa occidentale dell'isola di Sumatra, tra cui la provincia di Aceh, è stata prima colpita e devastata da un immane terremoto, che ha raggiunto magnitudo 9, e successivamente spazzata da un imponente tsunami che ha provocato onde di risalita alte fino 25 m, rendendo quest'area la più devastata dal maremoto dell'Oceano Indiano, con più di 200 000 morti.

## Geografia
L'Indonesia è costituita da 17 508 isole, circa 2 342 delle quali abitate (dato aggiornato dal governo nel 2013).
Esse sono disseminate su entrambi i lati dell'equatore. Le cinque isole maggiori sono Giava, Sumatra, Kalimantan (la parte indonesiana del Borneo), Nuova Guinea (in comune con Papua Nuova Guinea) e Sulawesi.
L'Indonesia è considerata un paese transcontinentale, appartenente all'Asia e all'Oceania, in quanto ha isole che si trovano ai due lati della linea di Wallace.
L'Indonesia presenta frontiere terrestri con Malaysia sull'isola del Borneo, Papua Nuova Guinea sull'isola di Nuova Guinea, Timor Est sull'isola di Timor. Indonesia è prossima ai confini di Singapore, Malaysia, Filippine a nord e Australia a sud. La capitale, Giacarta, è situata sull'isola di Giava ed è la più grande città dello Stato, la seguono Surabaya, Bandung, Medan e Semarang.
Con una superficie di 1919440 km² l'Indonesia è il sedicesimo paese del mondo per estensione. La sua densità media è di 134 persone per chilometro quadrato, 79ª nel mondo, anche se sull'isola di Giava, la più popolosa dell'arcipelago, si toccano le 940 persone per chilometro quadrato. Con 5030 m sul livello del mare, Puncak Jaya sull'isola di Nuova Guinea è la più alta montagna del paese (e dell'intero continente dell'Oceania, a cui l'isola geograficamente appartiene), e il lago Toba a Sumatra è il lago più grande con una superficie di 1145 km². I fiumi più lunghi sono nel Kalimantan (parte indonesiana dell'isola del Borneo), e comprendono il Mahakam, il Barito e il Kapuas.

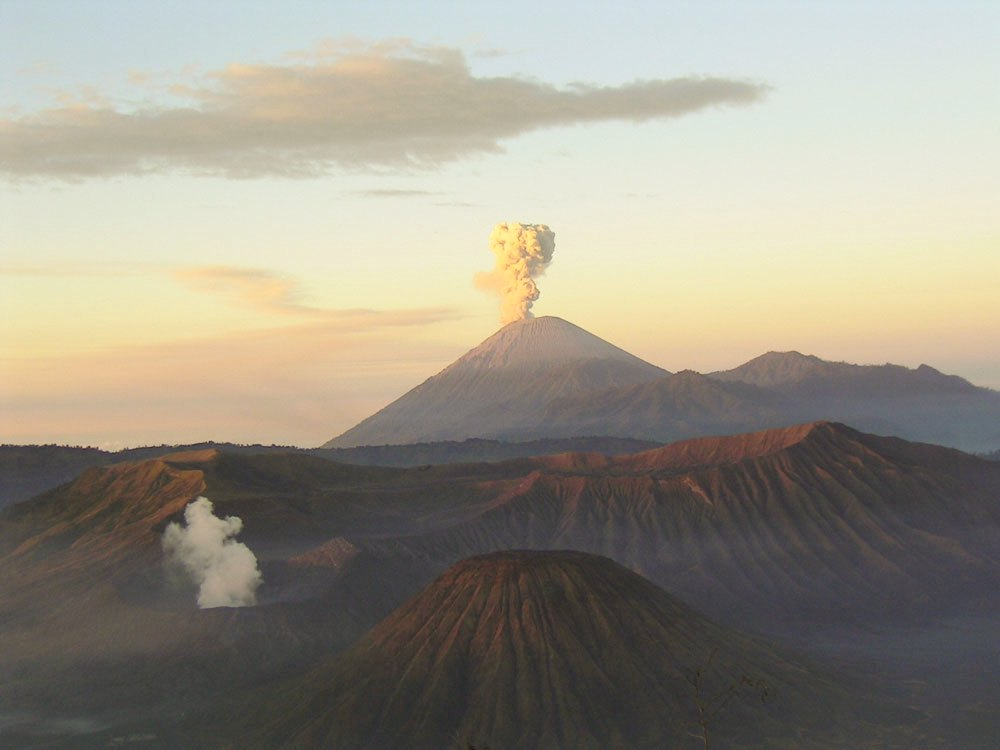
Il monte Semeru nella provincia di Giava Orientale.

L'Indonesia è posizionata sul bordo di importanti faglie tettoniche, quali la placca pacifica, eurasiatica e australiana che rendono la regione altamente soggetta a fenomeni quali vulcanesimo e terremoti.
L'Indonesia possiede almeno 150 vulcani attivi, compreso il Krakatoa e il Tambora, entrambi famosi per le loro devastanti eruzioni nel XIX secolo. L'eruzione del supervulcano Toba, circa 70 000 anni fa, fu una delle più grandi eruzioni mai verificatesi e una catastrofe globale.
Fra le calamità che hanno colpito il paese nei primi anni del XXI secolo si segnala lo tsunami del 2004 che uccise, secondo le stime, 167 736 persone solo nell'isola di Sumatra, e il terremoto di Yogyakarta nel 2006. Tuttavia la cenere vulcanica è un importante contributo per l'elevata fertilità di moltissimi terreni, ed ha storicamente sostenuto l'alta densità della popolazione di regioni quali quella di Giava e Bali.

### Clima
Situata lungo l'equatore, l'Indonesia ha un clima tropicale con due distinte stagioni dei monsoni, una umida e l'altra secca. Le precipitazioni medie annue nelle pianure variano da 1780 a 3175 mm e nelle regioni montuose può arrivare fino ai 6100 mm. Le zone più piovose sono le aree montane di Sumatra, Giava Occidentale, Kalimantan, Sulawesi e Nuova Guinea; l'umidità si mantiene generalmente elevata, in media circa l'80%.
Le temperature variano poco durante tutto l'anno: la temperatura media giornaliera a Giacarta è tra i 26 e i 30 °C.

## Popolazione

### Demografia

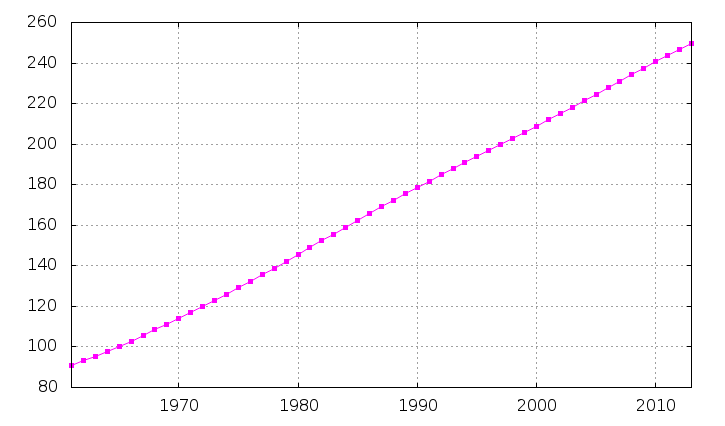
Evoluzione demografica dell'Indonesia.

La popolazione nazionale secondo il censimento del 2000 ammontava a 206 764 932 abitanti, ma l'Ufficio centrale di statistica indonesiano stimava già la popolazione a 270 milioni di abitanti nel 2012. 148 milioni di persone vivono solo sull'isola di Giava, l'isola più popolata del pianeta.
Principalmente gli indonesiani sono discendenti delle popolazioni austronesiane provenienti da Taiwan; l'altro grande raggruppamento è quello melanesiano, prevalentemente nell'Indonesia orientale. Ci sono circa 400 gruppi etnici distinti nativi dell'Indonesia, e 742 differenti lingue e dialetti.
La lingua principale è il giavanese, parlata da 110 643 980 di persone, ed è la lingua politicamente e culturalmente dominante.
Gli altri gruppi non giavanesi sono sundanese, malay e madurese.
Esiste un senso di appartenenza alla nazione indonesiana nonostante le forti identità regionali. La società vive prevalentemente in maniera armoniosa, sebbene le inevitabili tensioni sociali, religiose ed etniche abbiano talvolta innescato terribili violenze.
Gli indonesiani cinesi sono un'influente minoranza etnica comprendente meno del 5% della popolazione dell'Indonesia. Gran parte delle ricchezze del paese sono in mano cinese e ciò ha contribuito ad un notevole risentimento e alla violenza anti-cinese.
Nel 1930 gli olandesi e altri gruppi etnici dell'Europa (Totok), comprese le popolazioni di origine mista euroasiatica come gli Indo, erano 240 000 ovvero lo 0,4% della popolazione totale contata delle Indie olandesi orientali. Storicamente, infatti, hanno sempre costituito solo una piccola frazione della popolazione indonesiana e così è tuttora.

### Religione
L'Indonesia è il più popoloso paese a maggioranza musulmana del mondo, con quasi l'87,17% della popolazione di fede musulmana secondo il censimento del 2010. Il 6,96% della popolazione è protestante, il 2,91% cattolico, il 1,8% indù, e il 3,4% altro. Il governo riconosce ufficialmente sei religioni (l'Islam, il protestantesimo, il cattolicesimo, l'induismo, il buddhismo e il confucianesimo), ma la libertà religiosa è prevista dalla costituzione indonesiana e i rapporti tra le comunità religiose sono in genere molto pacifici. Solo negli ultimi anni si è verificata l'insorgenza di forme di fondamentalismo islamico, che, sebbene minoritarie, preoccupano le minoranze religiose per la loro capacità di influire sulle politiche governative.
La maggior parte degli indù sono balinesi e la maggior parte dei buddhisti sono di etnia cinese, ma piccole minoranze esistono anche tra i giavanesi, spesso combinate con elementi rituali locali. Sebbene rappresentino oramai solo delle religioni minoritarie, l'induismo e il buddhismo hanno dato un'importante influenza nella cultura indonesiana. L'Islam venne adottato per la prima volta nel nord dell'isola di Sumatra nel XIII secolo, attraverso l'influenza dei commerci, e divenne la religione dominante del paese nel XVI secolo. La Chiesa cattolica venne introdotta dai colonizzatori e dai missionari portoghesi; il protestantesimo durante il periodo coloniale olandese (calvinismo e chiesa luterana).
Una grande percentuale di cittadini indonesiani pratica una forma meno ortodossa della propria religione, tale forma si basa sui costumi e sulla cultura locale. Nel 2018 inoltre vi erano presenti 492 Congregazioni di Testimoni di Geova per un totale di 28 283 proclamatori.

### Lingue
La lingua nazionale ufficiale è l'indonesiano, che viene universalmente insegnata nelle scuole ed è parlata da quasi tutta la popolazione. È la lingua degli affari, della politica, dei media nazionali, dell'istruzione e del mondo accademico. Fu originariamente una lingua franca per la maggior parte della regione, tra cui l'odierna Malaysia, ed è quindi strettamente imparentata con il malese. L'indonesiano fu promosso inizialmente dai nazionalisti negli anni venti del XX secolo e dichiarato lingua ufficiale con l'indipendenza nel 1945. La maggior parte degli indonesiani parla almeno una delle diverse centinaia di lingue locali (bahasa daerah), spesso come prima lingua. Di queste il giavanese è la più parlata, essendo la lingua del principale gruppo etnico. D'altra parte Papua possiede più di 500 lingue e dialetti indigeni in una regione che conta appena 2,7 milioni di persone. Gran parte della popolazione anziana conosce ad un certo livello anche l'olandese.
Nonostante la presenza olandese si sia protratta per circa 350 anni la lingua olandese non ha alcuno statuto ufficiale e la piccola minoranza che lo può parlare fluentemente è costituita dalle persone più istruite delle generazioni più anziane o dagli impiegati nella professione legale, in quanto alcuni codici sono ancora scritti in olandese.

## Ordinamento dello Stato

### Suddivisioni amministrative

#### Province
L'Indonesia è suddivisa in trentotto province (provinsi o propinsi), cinque delle quali hanno uno statuto speciale che garantisce loro un'autonomia maggiore.
Le province sono a loro volta costituite da reggenze (kabupaten) e municipalità (kota), formati a loro volta da distretti (kecamatan) e comuni (desa o kelurahan).
Le province, suddivise per regione geografica, sono:
Sumatra
- Aceh (Nanggroe Aceh Darussalam) * – Banda Aceh
- Sumatra Settentrionale (Sumatera Utara) – Medan
- Sumatra Occidentale (Sumatera Barat) – Padang
- Riau – Pekanbaru
- Isole Riau (Kepulauan Riau) – Tanjung Pinang
- Jambi – Jambi
- Sumatra Meridionale (Sumatera Selatan) – Palembang
- Bangka-Belitung (Kepulauan Bangka-Belitung) – Pangkal Pinang
- Bengkulu – Bengkulu
- Lampung – Bandar Lampung

Giava
- Regione Speciale della capitale Giacarta* (Daerah Khusus Ibu Kota Jakarta)  – Giacarta
- Banten – Serang
- Giava Occidentale (Jawa Barat) – Bandung
- Giava Centrale (Jawa Tengah) – Semarang
- Regione Speciale di Yogyakarta* (Daerah Istimewa Yogyakarta) – Yogyakarta
- Giava Orientale (Jawa Timur) – Surabaya

Piccole Isole della Sonda
- Bali – Denpasar
- Nusa Tenggara Occidentale (Nusa Tenggara Barat) – Mataram
- Nusa Tenggara Orientale (Nusa Tenggara Timur) – Kupang

Kalimantan
- Kalimantan Occidentale (Kalimantan Barat) – Pontianak
- Kalimantan Centrale (Kalimantan Tengah) – Palangkaraya
- Kalimantan Meridionale (Kalimantan Selatan) – Banjarmasin
- Kalimantan Orientale (Kalimantan Timur) – Samarinda
- Kalimantan Settentrionale (Kalimantan Utara) – Tanjung Selor

Sulawesi
- Sulawesi Settentrionale (Sulawesi Utara) – Manado
- Gorontalo – Gorontalo
- Sulawesi Centrale (Sulawesi Tengah) – Palu
- Sulawesi Occidentale (Sulawesi Barat) – Mamuju
- Sulawesi Meridionale (Sulawesi Selatan) – Makassar
- Sulawesi Sudorientale (Sulawesi Tenggara) – Kendari

Molucche
- Maluku – Ambon
- Maluku Settentrionale (Maluku Utara) – Sofifi

Nuova Guinea Occidentale
- Papua Occidentale* (Papua Barat) – Manokwari
- Papua* – Jayapura
- Papua sud-occidentale (Papua Barat Daya) – Sorong
- Papua meridionale (Papua Selatan) – Merauke
- Papua Pegunungan (Papua Pegunungan) – Wamena
- Papua centrale (Papua Tengah) – Nabire

### Città principali
La più importante città indonesiana è la capitale Giacarta, centro economico e culturale del Paese. Altre città che superano i due milioni di abitanti sono Surabaya e Bandung, anch'esse nell'isola di Giava, mentre nell'isola di Sumatra il maggiore centro è Medan.

## Istituzioni

### Università
L'Università dell'Indonesia è stata fondata dal governo delle Indie orientali olandesi nel 1849, come Dokter-Djawa School.

## Politica
Il potere legislativo è esercitato dal Majelis Permusyawaratan Rakyat (MPR) o 'Assemblea Consultiva del Popolo', che consiste del Dewan Perwakilan Rakyat (DPR) o Consiglio Rappresentativo del Popolo, eletto con un mandato di 5 anni, e dal Dewan Perwakilan Daerah (DPD) o Consiglio Rappresentativo Regionale. In seguito alle elezioni del 2004, il MPR diventerà un parlamento bicamerale, con l'istituzione del DPD come seconda camera.
Il potere esecutivo è esercitato dal presidente e dai suoi consiglieri. Dal 2004 il presidente viene eletto dal popolo (vedi democrazia islamica); il mandato dura cinque anni.
La Costituzione dell'Indonesia (Undang-Undang Dasar Negara Republik Indonesia Tahun 1945, UUD '45) risale al 18 agosto 1945.
Il sistema politico è stato liberalizzato solo nel 1998. L'elezione parlamentare del 7 giugno 1999 fu la prima libera dal 1955: 48 partiti parteciparono ma solo cinque superarono la soglia del 2%:
- Partito Democratico Indonesiano - Lotta (PDI-P) 33,76% 153 seggi
- Partito dei Gruppi Funzionali (Gol-Kar) 22,46% 120 seggi
- Partito del Risveglio Nazionale (PKB) 12,62% 51 seggi
- Partito Unito per lo Sviluppo (PPP - islamista) 10,72% 58 seggi
- Partito del Mandato Nazionale (PAN) 7,12% 34 seggi
- altri partiti (<2% e <15 seggi) 13,32% 46 seggi

L'elezione parlamentare del 5 aprile 2004 diede i seguenti risultati:
- Partito dei Gruppi Funzionali (Gol-Kar) 21,6% 128 seggi
- Partito Democratico Indonesiano - Lotta (PDI-P) 18,5% 109 seggi
- Partito del Risveglio Nazionale (PKB) 10,6% 52 seggi
- Partito Unito per lo Sviluppo (PPP - islamista) 8,1% 58 seggi
- Partito Democratico (PD) 7,5% 57 seggi
- Partito della Giustizia Prospera;(PKS - islamista) 7,3% 45 seggi
- Partito del Mandato Nazionale (PAN) 6,4% 52 seggi
- altri partiti (<3% e <15 seggi) 20,0% 49 seggi

## Economia
Il prodotto interno lordo indonesiano nel 2012 è stato di 879 miliardi di dollari statunitense (1 204 miliardi di $ a parità di potere d'acquisto). Nel 2012 secondo le stime nominali il PIL pro capite è stato di 3594 $ e il PIL pro capite (PPA) è stato di 4923 $. Il settore dei servizi garantisce la percentuale più elevata della ricchezza del paese, contribuendo al 45,3% del PIL (2005). Segue l'industria (40,7%) e l'agricoltura (14,0%). Tuttavia l'agricoltura occupa la parte preponderante della forza lavoro rispetto agli altri settori, rappresentando il 44,3% dei 95 milioni di lavoratori di cui dispone l'Indonesia. Il settore dei servizi occupa il 36,9% delle persone impiegate e l'industria il 18,8%. Le principali industrie includono quella petrolifera e del gas naturale, dei prodotti tessili, dell'abbigliamento e il settore minerario. I principali prodotti agricoli sono olio di palma, riso, tè, caffè, spezie e gomma, tradizionalmente trasportati lungo le vie d'acqua per mezzo di caratteristiche imbarcazioni soprannominate Klotok.
I principali mercati di sbocco delle esportazioni indonesiane (2005) sono il Giappone (22,3%), gli Stati Uniti (13,9%), la Cina (9,1%) e Singapore (8,9%). I principali paesi da cui provengono le importazioni indonesiane sono nell'ordine Giappone (18,0%), Cina (16,1%) e Singapore (12,8%). Nel 2005 l'Indonesia ha registrato un surplus commerciale (saldo tra esportazioni e importazioni) con esportazioni per 83,64 miliardi di $ e importazione per 62,02 miliardi di $. Il paese ha grandi ricchezze naturali, che vanno dal petrolio greggio, gas naturale, stagno, rame e oro. I principali prodotti d'importazione includono macchinari e attrezzature, prodotti chimici, combustibili e prodotti alimentari.
Durante gli anni sessanta l'economia peggiorò drasticamente a causa dell'instabilità politica e di scelte che si rivelarono inadeguate, provocando grave povertà e fame. Dopo la caduta del Presidente Sukarno nella metà degli anni sessanta, le nuove amministrazioni governarono meglio la politica economica, riducendo rapidamente l'inflazione, stabilizzando la moneta, riprogrammando il debito estero e attirando gli aiuti e gli investimenti internazionali. L'Indonesia, fino al 2009 unico membro dell'OPEC fra i paesi del Sud-Est asiatico, durante la crisi petrolifera degli anni settanta, beneficiò dell'aumento del prezzo del petrolio, i cui proventi dalle esportazioni contribuirono agli alti tassi di crescita economica. Ulteriori riforme in campo economico verso la fine degli anni ottanta, attirarono nuovi investimenti esteri, in particolare nel settore manifatturiero orientato all'esportazione. Dal 1989 al 1997 l'economia indonesiana crebbe ad un ritmo medio di oltre il 7% annuo.
L'Indonesia fu però il paese più colpito dalla crisi finanziaria asiatica del 1997-1998. Nei confronti del dollaro statunitense la rupia indonesiana si deprezzò fortemente passando da circa 2 000 rupie per un dollaro a 18 000 rupie per un dollaro e l'economia in recessione si ridusse del 13,7%.
In seguito la rupia indonesiana si stabilizzò a circa 10 000 per dollaro e ci fu una lenta ma significativa ripresa economica. L'instabilità politica dal 1998, la lentezza delle riforme economiche e la corruzione a vari livelli segnarono però una natura frammentaria del recupero. La crescita del PIL, tuttavia, superò il 5% sia nel 2004 che nel 2005, con ulteriori previsioni di aumento. Questo tasso di crescita non fu sufficiente a limitare significativamente il tasso di disoccupazione, e nemmeno la crescita dei salari ne trasse beneficio, bensì l'aumento del prezzo dei carburanti e dei prodotti alimentari peggiorarono i livelli di povertà.
Nel 2006 si stimava che il 17,8% della popolazione vivesse al di sotto della soglia di povertà, che il 49,0% della popolazione vivesse con meno di due dollari al giorno e il tasso di disoccupazione fosse al 9,75%.
L'Indonesia (insieme a Malaysia, Filippine, Singapore e Thailandia) è inoltre una delle cinque nazioni fondatrici dell'ASEAN, l'Associazione delle Nazioni del Sudest Asiatico. Fa inoltre parte dell'Associazione dei paesi produttori di caffè (APPC). A decorrere dal mese di gennaio 2009 l'Indonesia non è più membro dell'OPEC (Organization Petrolium Exporting Countries).

### La più grande miniera d'oro del mondo
Si trova nella Nuova Guinea Occidentale, amministrata dall'Indonesia, la più grande miniera d'oro del mondo e la seconda miniera di rame al mondo: si tratta della Miniera di Grasberg: occupa circa ventimila lavoratori.

## Ambiente

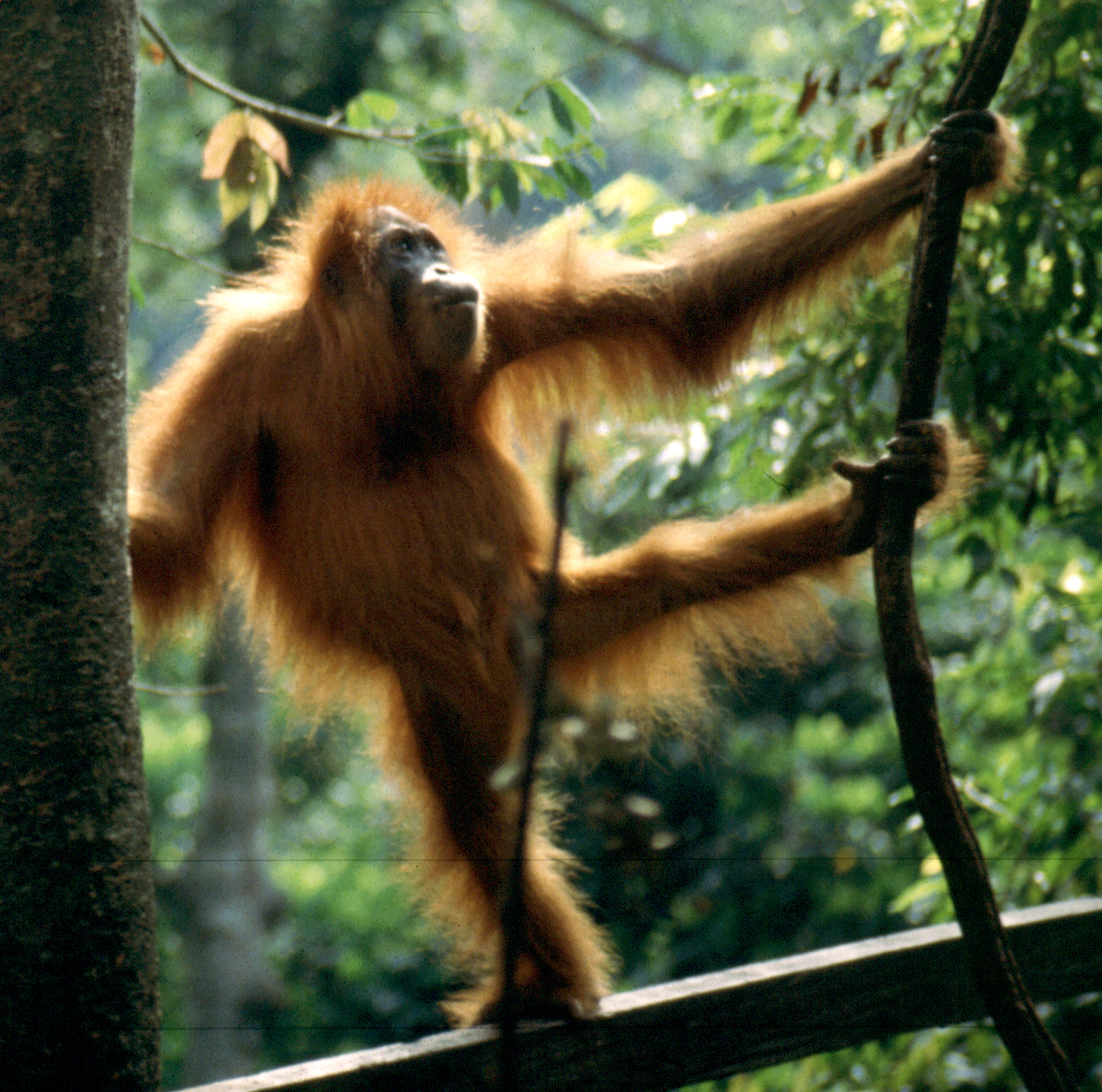
L'orango, animale in pericolo, endemico dell'Indonesia.

L'estensione geografica, il clima tropicale, il fatto di essere un arcipelago e la variegata orografia, fanno sì che l'Indonesia sostenga il secondo più alto livello di biodiversità del pianeta dopo il Brasile. La sua flora e la sua fauna sono una miscela di specie asiatiche e australasiatiche.
Anticamente collegate al continente asiatico, le isole della Sonda (Sumatra, Giava, Borneo e Bali) sostengono prevalentemente specie di origine asiatica. Mammiferi di grandi dimensioni, come tigre, rinoceronte, orangutan, elefante e leopardo, una volta erano abbondanti, ma il numero è andato drasticamente diminuendo.
Le foreste coprono circa il 60% del paese.
A Sumatra e Kalimantan, la flora è composta prevalentemente da specie asiatiche. Le foreste di Giava, isola più piccola, ma estremamente popolata, sono state in gran parte rimosse per lasciare spazio alle attività umane, riducendo così buona parte della flora e fauna locale. Sulawesi, Nusa Tenggara e Molucche, a lungo separate dalla massa continentale hanno sviluppato una propria unicità biologica.
Papua, a lungo parte dell'Australia, mantiene ancora uno stretto legame della sua flora e fauna con questa parte del pianeta, tra cui oltre 600 specie di uccelli.
L'Indonesia è seconda solo all'Australia nel suo grado di endemismo, con il 26% delle 1 531 specie di uccelli presenti (p.e. Lichmera lombokia) e il 39% delle sue 515 specie di mammiferi.
Le coste che si estendono su 80000 km e i mari tropicali contribuiscono ulteriormente all'alto livello della biodiversità. Gli ecosistemi sono i più diversi e vanno dal mare, agli ecosistemi costieri, comprese le spiagge, dune di sabbia, estuari, foreste di mangrovie, barriere coralline, praterie, distese fangose costiere.

La linea di Wallace.

Il naturalista britannico, Alfred Russel Wallace, ha descritto una linea di demarcazione tra la distribuzione delle specie asiatiche e australiane in Indonesia.
Conosciuta come la linea di Wallace, passa tra Kalimantan e Sulawesi e al largo dello Stretto di Lombok, tra Bali e Lombok. Ad ovest della linea la flora e la fauna sono prevalentemente asiatiche; a est di Lombok, prevalentemente australiane. Nel 1869 con il libro, L'Arcipelago Malese, Wallace descrisse numerose specie uniche dell'area che ora portano il suffisso Wallacea.
La forte presenza umana e la rapida industrializzazione presentano però gravi problemi ambientali, che è spesso una priorità più bassa a causa degli elevati livelli di povertà.
I problemi riguardano la deforestazione su larga scala (in gran parte illegale) e i conseguenti incendi che portano nuvole di smog oltre i confini nazionali (Malaysia e Singapore); l'eccessivo sfruttamento delle risorse marine; problemi ambientali connessi con la rapida urbanizzazione e sviluppo economico, tra cui inquinamento atmosferico, congestione del traffico, la gestione dei rifiuti, l'affidabilità dei servizi idrici. La distruzione degli habitat minaccia la sopravvivenza delle popolazioni indigene e delle specie endemiche, tra cui 140 specie di mammiferi identificati dalla World Conservation Union (IUCN) come minacciate e 15 identificate come a rischio di estinzione, compreso l'orango di Sumatra.
Il 6 marzo 1980 venne istituito il Parco nazionale di Komodo, in origine creato per proteggere il varano di Komodo: oggi inserito nelle nuove sette meraviglie del mondo naturali.
Sono tre i fiori nazionali dell'Indonesia: Rafflesia arnoldii, la pianta che produce il fiore più grande del mondo, riconosciuto fiore raro nazionale con decreto presidenziale n.4 del 1993 (il 9 gennaio 1993), il gelsomino bianco e l'orchidea lunare.

## Cultura

### Patrimoni dell'umanità
Il ricco patrimonio culturale dell'Indonesia è testimoniato anche dalla presenza di diversi siti inseriti nella Lista dei patrimoni dell'umanità dell'UNESCO.

### Arte
L'arte raffinata dell'arcipelago indonesiano è stata oggetto di un volume di Frits A. Wagner e di un suo articolo uscito su Le vie del mondo dove, considerando le quattro grandi isole, Giava, Sumatra, Borneo e Celebes e le centinaia di isole minori, scrive della migrazione di popoli risalente a 4500 anni indietro nel tempo che partendo dallo Yunnan, distendendosi nell'Indocina e occupando, nel corso di un millennio, le terre indonesiane dopo avventurose traversate del mare, ha fatto si che non esisterebbe «altra regione al mondo che abbia subito, nel corso della storia, tanti impulsi da culture straniere e in proporzioni tanto diverse». Nello stesso articolo si parla della Civiltà di Dongson, sorta nel Tonchino, come enormemente importante per lo sviluppo dell'arte in particolare dell'arte decorativa nell'intero arcipelago: «Per poterne meglio misurare la portata dobbiamo prendere in ( [...] ) esame il procedimento tecnico (...) a "cera perduta", consiste nel modellare in cera o grasso l'oggetto su una base (anima) di creta». Ma anche il procedimento denominato "Ikat", continua Wagner, fu introdotto con tutta probabilità attraverso la cultura Dongson.

#### Architettura
In campo architettonico le maggiori influenze sono quelle della tradizione indiana, sebbene siano state molto importanti anche quelle cinesi, arabe ed europee.

#### Pittura e scultura
La pittura indonesiana è famosa per i dipinti rupestri antichi e preistorici ma anche per pittori di arte moderna come Raden Saleh e Kusuma Affandi.

### Letteratura
La più antica fonte scritta in Indonesia è una serie di iscrizioni in sanscrito risalenti al V secolo d.C. Le principali figure indonesiane nella moderna letteratura comprendono: Multatuli, autore olandese che criticò il trattamento degli indonesiani sotto la dominazione coloniale olandese; Muhammad Yamin e Hamka, che influenzarono scrittori e politici del periodo precedente all'indipendenza; e Pramoedya Ananta Toer, il più famoso romanziere.

### Musica
La musica tradizionale comprende gamelan e kroncong. Il dangdut è un genere popolare di musica pop contemporanea che richiama l'influenza della musica folk araba, indiana, malese.
Tra il XX e il XXI secolo si affermano, tra gli altri, in campo internazionale, il cantante Chrisye e la cantante Anggun, nota in particolare per il singolo Snow on the Sahara (1997).

### Altri aspetti culturali

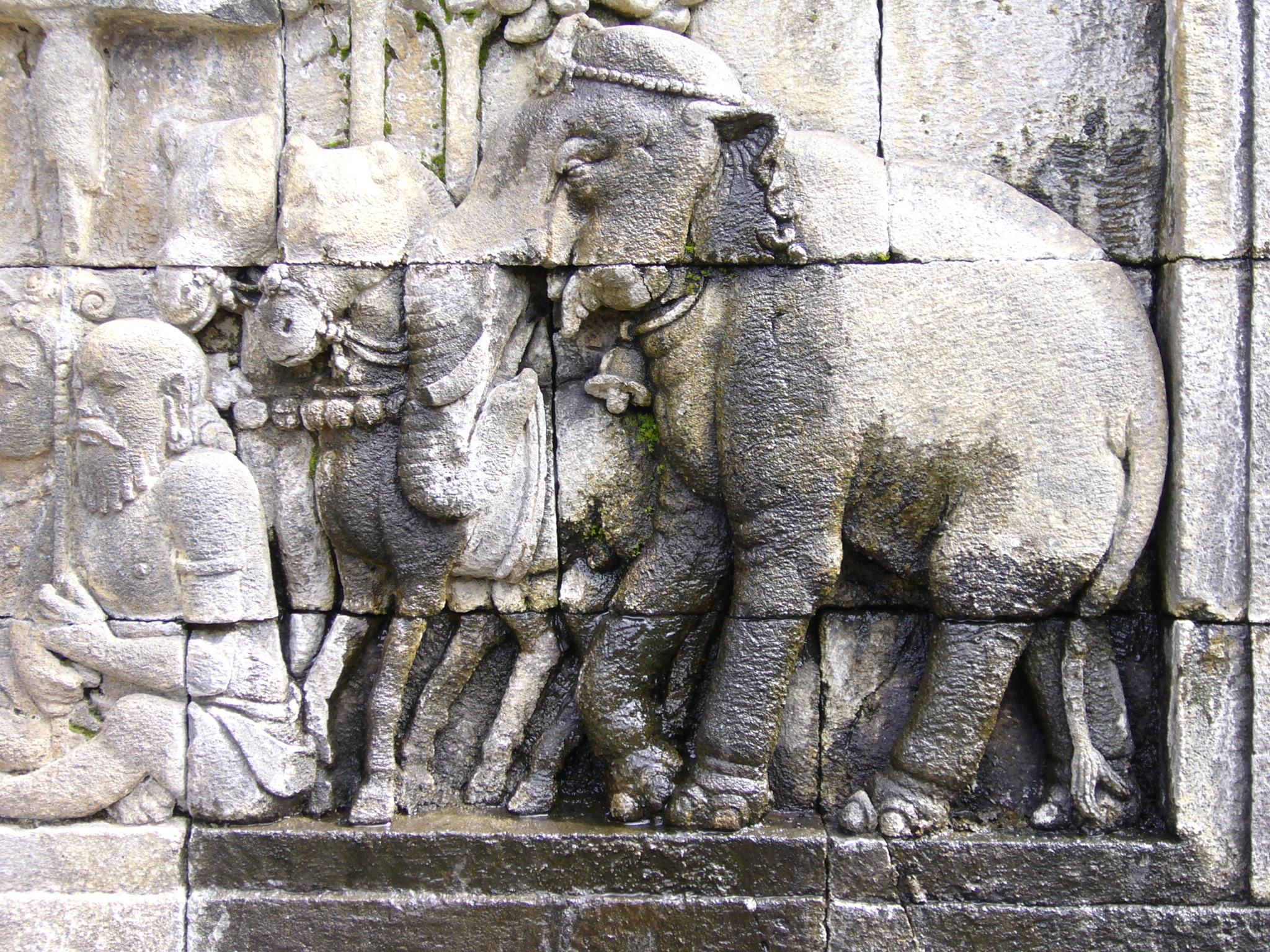
Dettaglio del tempio di Borobudur.

L'Indonesia possiede circa 300 gruppi etnici, ciascuno con proprie peculiarità culturali sviluppate nel corso dei secoli e influenzate dal contatto con il mondo indiano, arabo, cinese, malese ed europeo. Le danze tradizionali giavanesi e balinesi, ad esempio, contengono aspetti della cultura e della mitologia indù, così come i wayang kulit. Tessuti quali batik, ikat e songket vengono creati in tutto il Paese con stili che variano per ogni regione.

### Gastronomia
Anche la cucina indonesiana varia a seconda dell'area geografica e subisce influenze cinesi, europee, mediorientali e indiane. Il riso è l'alimento base e viene servito con pietanze a base di carne e verdure. Altri ingredienti fondamentali sono spezie (in particolare il chili), latte di cocco, pesce e pollo.

### Cinema, stampa e televisione
L'industria cinematografica nazionale raggiunse l'apice negli anni ottanta e dominò il cinema in Indonesia prima di diminuire in maniera significativa nei primi anni novanta, ma tra il 2000 e il 2005 il numero di film indonesiani prodotti ogni anno è andato costantemente aumentando.. Tra i film più noti spicca per esempio Sekala Niskala (2018) della regista indonesiana Kamila Andini, che ha ottenuto diversi riconoscimenti internazionali.
Molti popoli indonesiani hanno radicate tradizioni orali, che aiutano a definire e preservare la loro identità culturale. La libertà di stampa è aumentata notevolmente dopo la caduta del presidente Suharto, che durante il proprio governo teneva sotto controllo i media nazionali, limitando i mass media stranieri. Il mercato della televisione comprende dieci reti commerciali nazionali e provinciali in concorrenza con la rete pubblica TVRI. In Indonesia si sono segnalati 20 milioni di utenti internet nel 2007. L'accesso alla rete è quindi limitato a una minoranza della popolazione, circa l'8,5%.

### Scienza e tecnologia

#### L'Indonesia nello spazio
- 8 luglio 1976: viene lanciato Palapa A1, il primo satellite indonesiano

## Festività e ricorrenze nazionali
| Data           | Nome                              | Significato |
| -------------- | --------------------------------- | --- |
| 17 agosto      | Hari Ulang Tahun Kemerdekaan R.I. | Festa nazionale: Proclamazione d'indipendenza dai Paesi Bassi, nel 1945                                                  |
| data variabile | Mudik                             | i migranti o lavoratori migranti tornano alle loro città o villaggi natali                                               |
| 2 ottobre      | Hari Batik Nasional o Batik Day   | celebrazione del tessuto Batik                                                                                           |
| 28 ottobre     | Giorno del Sumpah Pemuda          | celebra la dichiarazione da parte dei Giovani indonesiani dell'unità dell'Indonesia, specie quella linguistica, nel 1928 |

- Il Batik Day è una ricorrenza culturale indonesiana che celebra il Batik, il tessuto tradizionale indonesiano. Viene celebrato il 2 ottobre e ricorda l'anniversario di quando l'UNESCO ha riconosciuto il batik capolavoro del patrimonio orale e immateriale dell'umanità, nel 2009

## Sport
Lo sport nazionale indonesiano è il Pentjak Silat, un'arte marziale molto complessa che prevede il combattimento a strettissimo contatto e l'utilizzo di mani, avambracci, gomiti, ginocchia, oltre che di armi da taglio e da impatto; tipico di questo stile è il sarong, una fascia con la quale si cinge la vita del praticante. 
Gli sport più popolari sono il badminton e il calcio: per il badminton importanti affermazioni a livello internazionale si sono registrate con Ricky Subagja, vincitore di ben 2 ori mondiali e Rexy Mainaky, che ha ottenuto un oro mondiale; la Liga 1 è la principale serie calcistica per club. La Nazionale di calcio dell'Indonesia ha raggiunto spesso la finale nel Campionato dell'ASEAN di calcio e ha come suo capocannoniere Bambang Pamungkas.
Uno sport tradizionale è invece il sepak takraw. In alcune regioni storicamente soggette a guerre tribali, la lotta è tenuta in buon conto, come ad esempio il caci a Flores, e il pasola a Sumba. Gli sport sono generalmente di tipo maschile e spesso associati con il gioco d'azzardo.

### Giochi olimpici
Il primo oro olimpico per l'Indonesia è stato conquistato nel badminton da Susi Susanti, ai Giochi olimpici di Barcellona 1992. La prima medaglia olimpica per l'Indonesia è stata vinta nel tiro con l'arco da Lilies Handayani, Nurfitriyana Saiman e Kusuma Wardhani, medaglia d'argento a Seul 1988.
In totale l'Indonesia ai Giochi olimpici ha conquistato 7 medaglie d'oro, 12 medaglie d'argento e 11 medaglie di bronzo.

## Galleria d'immagini

Indonesia
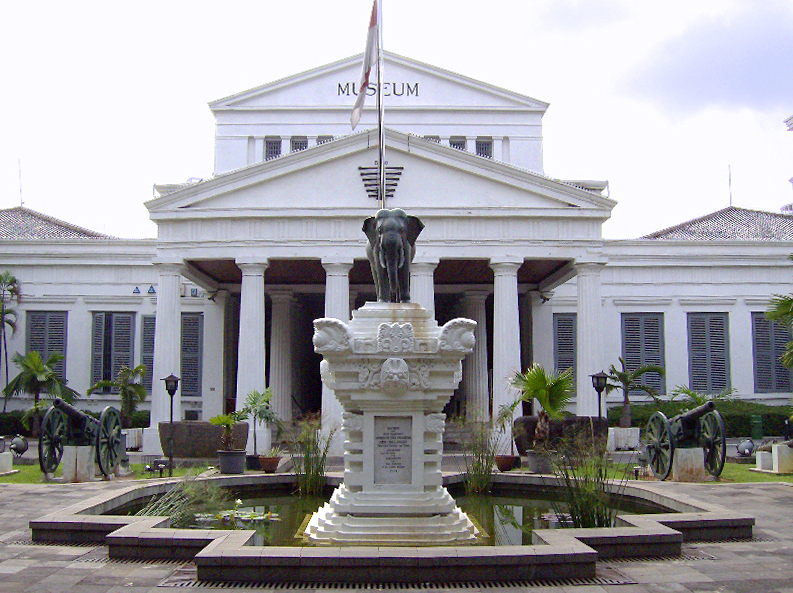
Museo Nazionale Indonesiano, Giacarta centrale
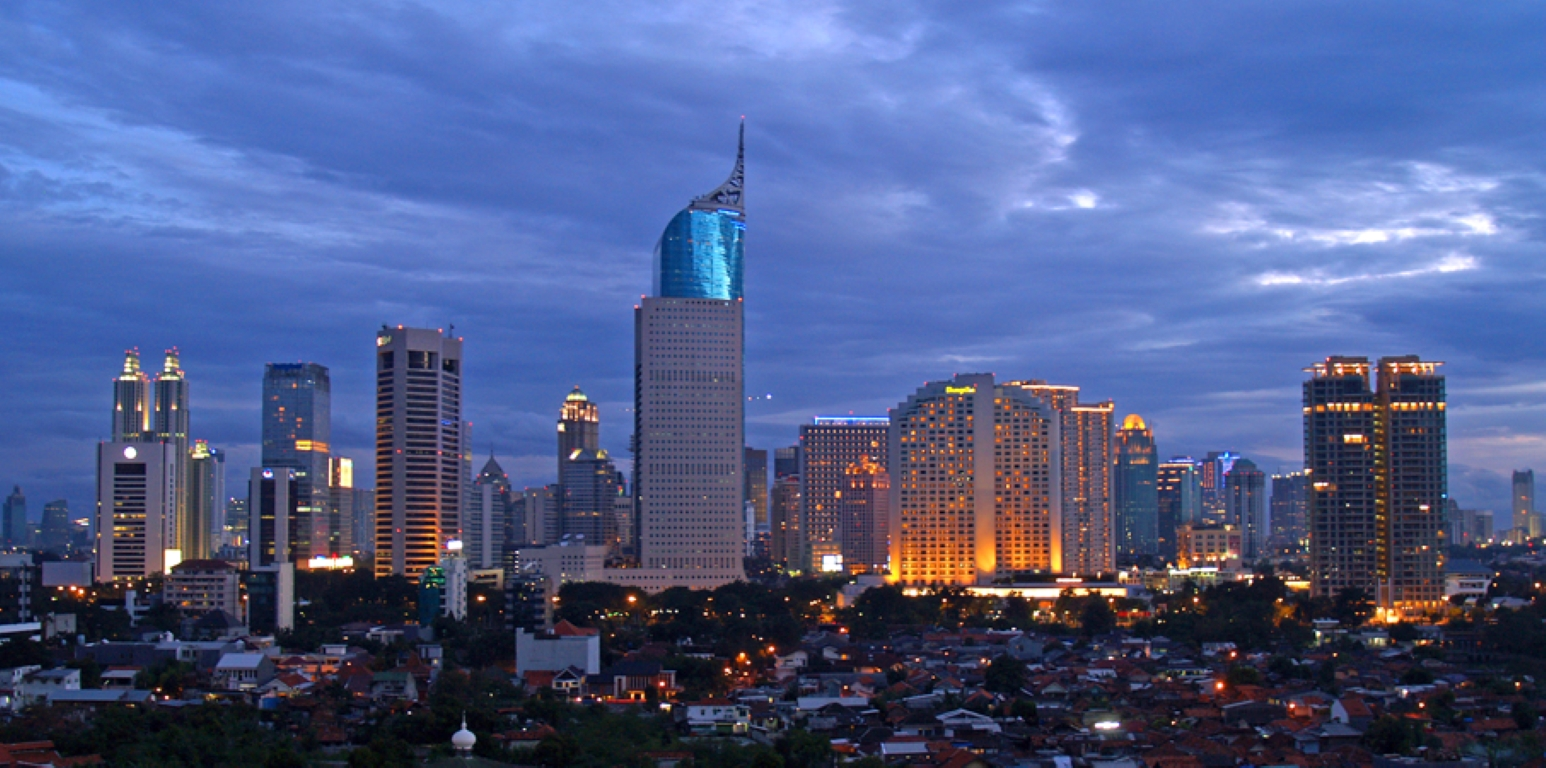
Wisma 46, l'edificio abitato (uffici) più alto dell'Indonesia, zona centrale di Giacarta.
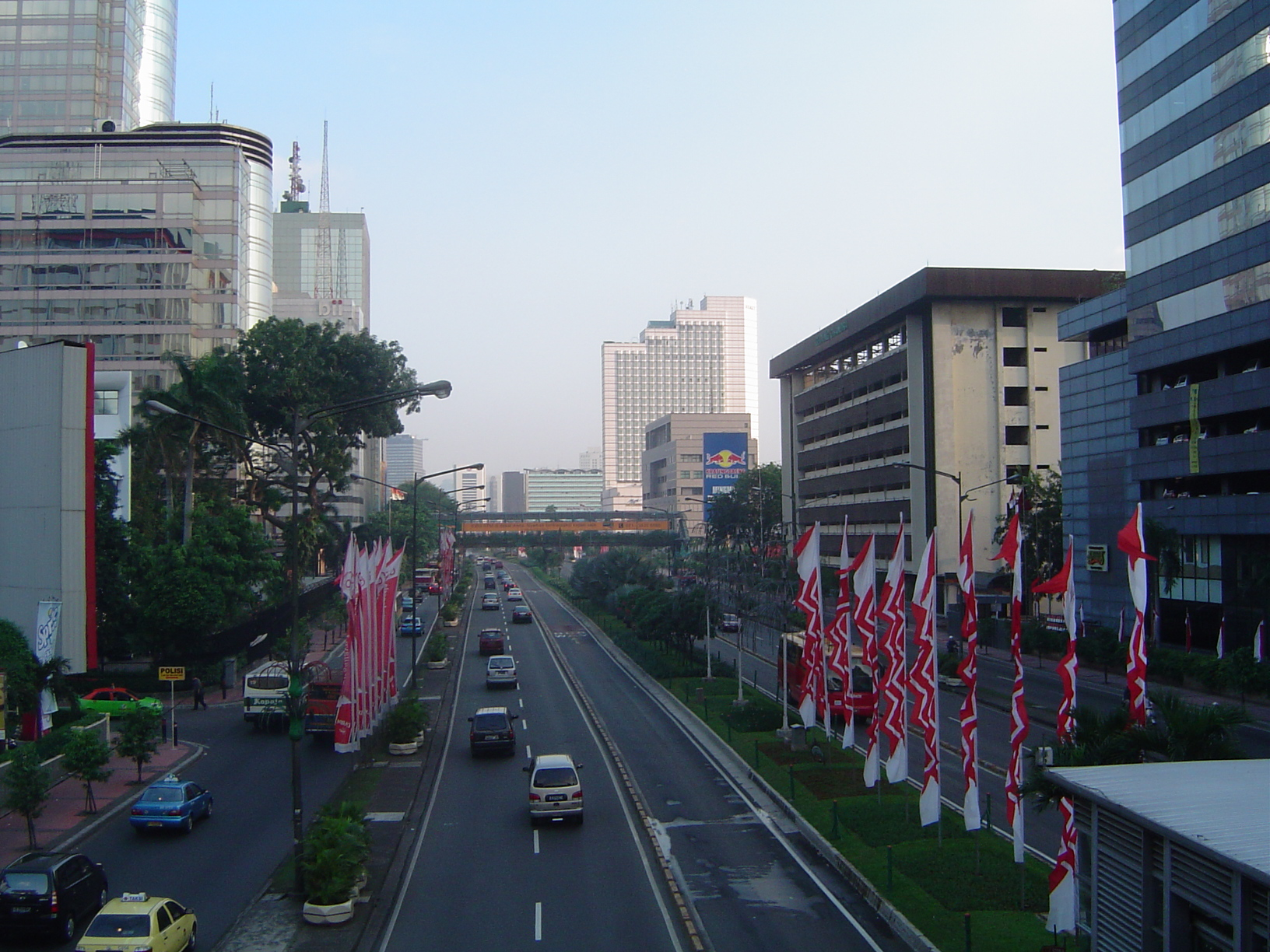
Jalan Thamrin, la strada principale del centro di Giacarta.
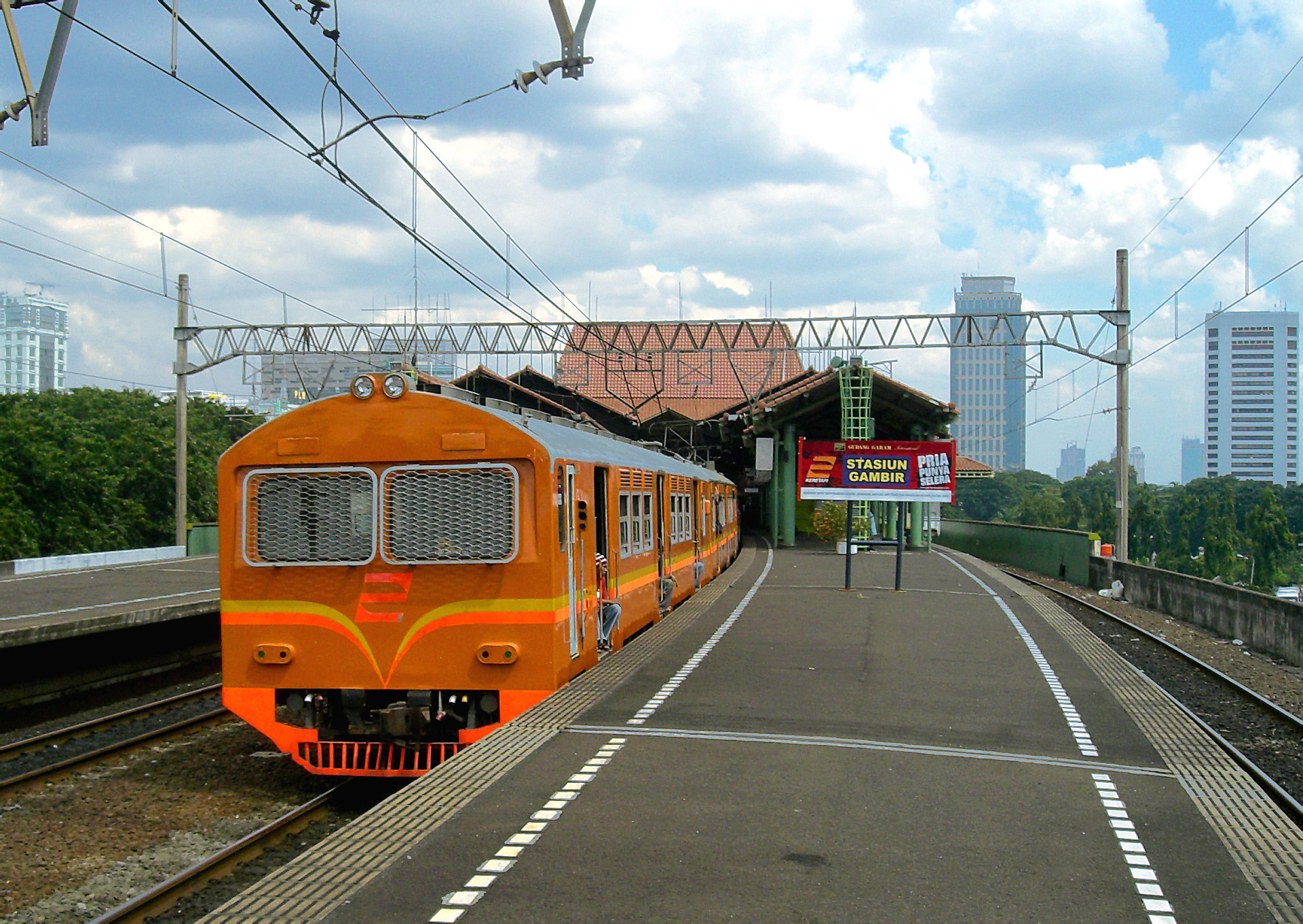
Un treno alla stazione di Gambir, area centrale di Giacarta.
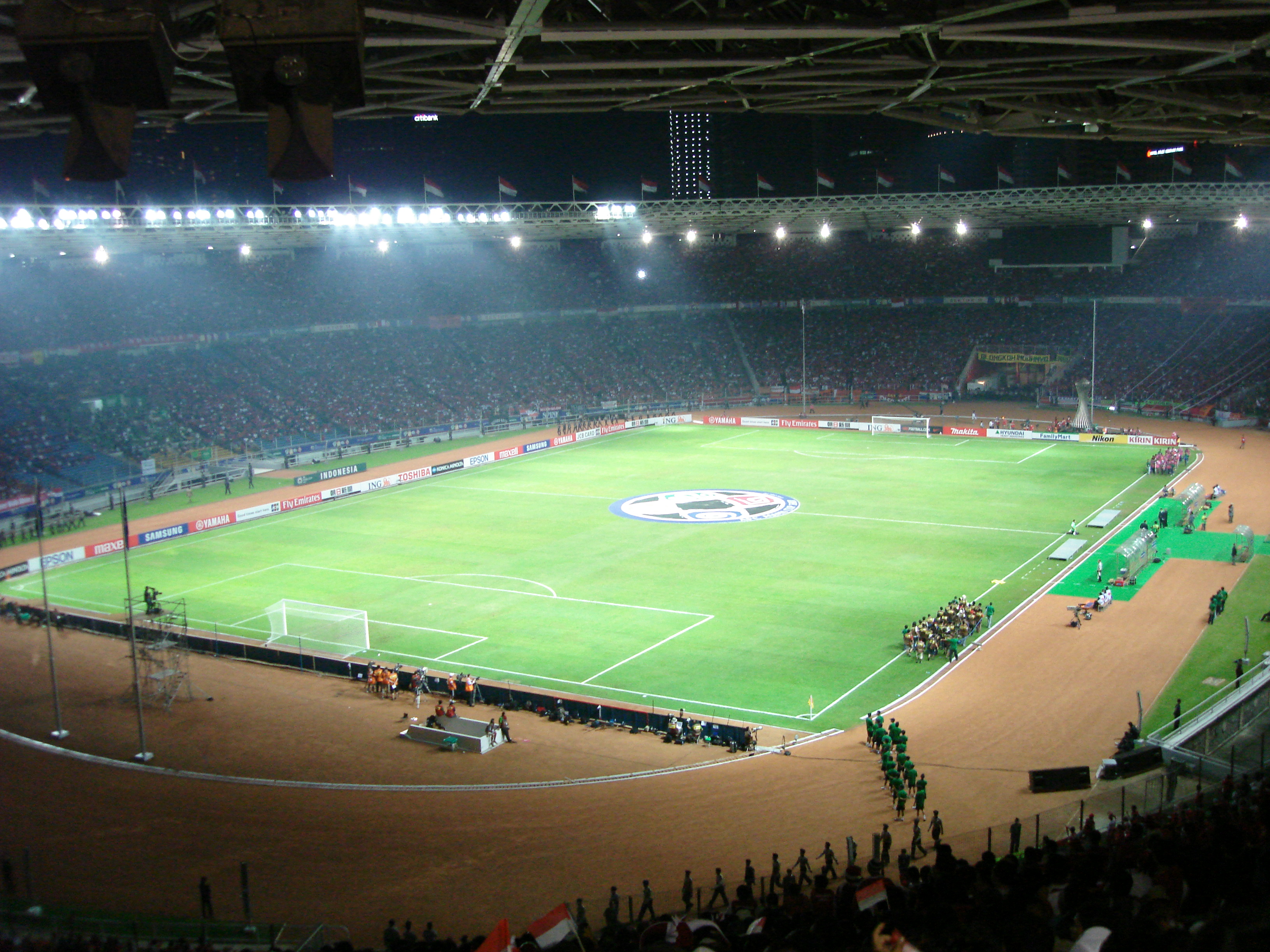
The Bung Karno Stadium con una capacità di 100 000 spettatori
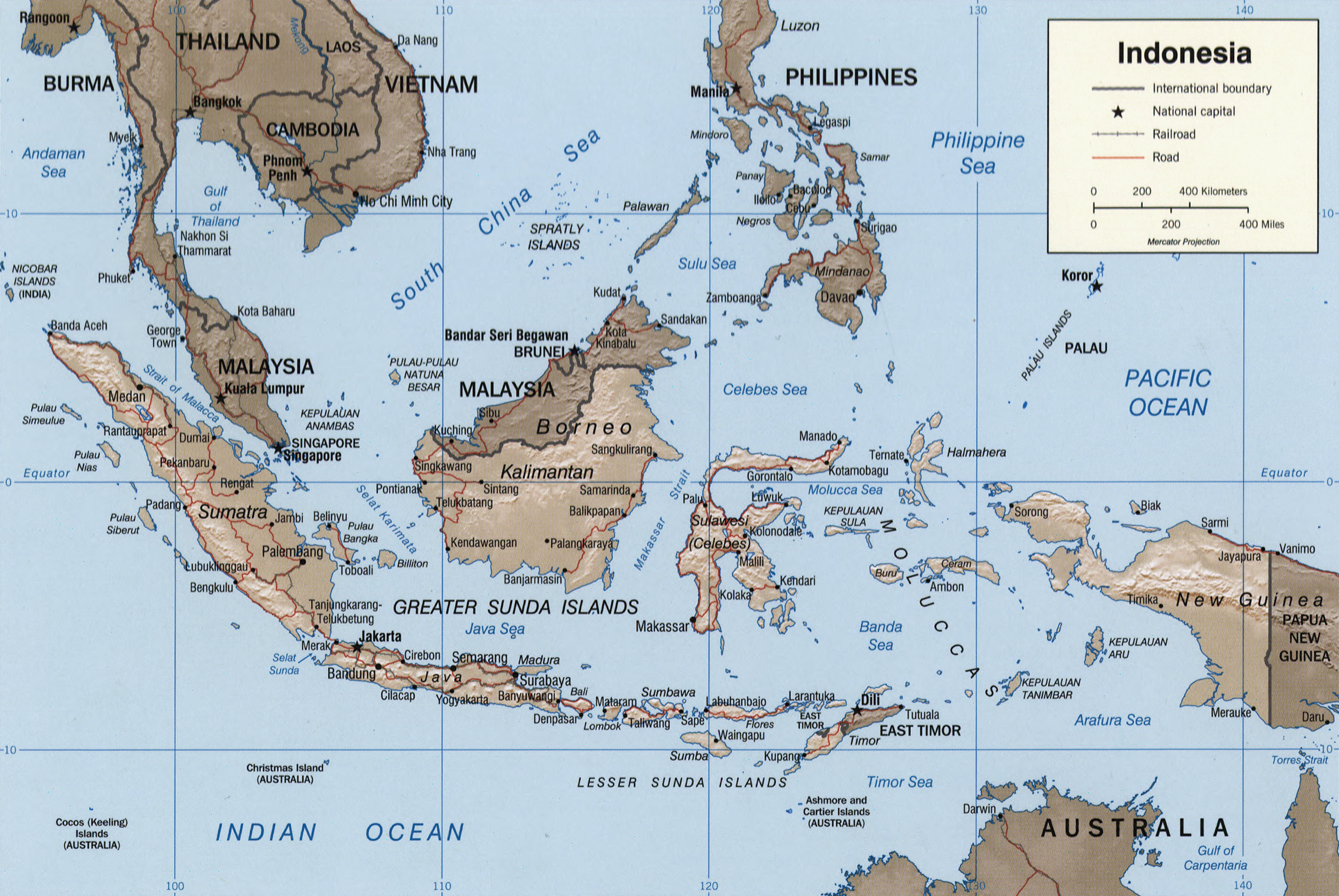
Mappa dell'Indonesia
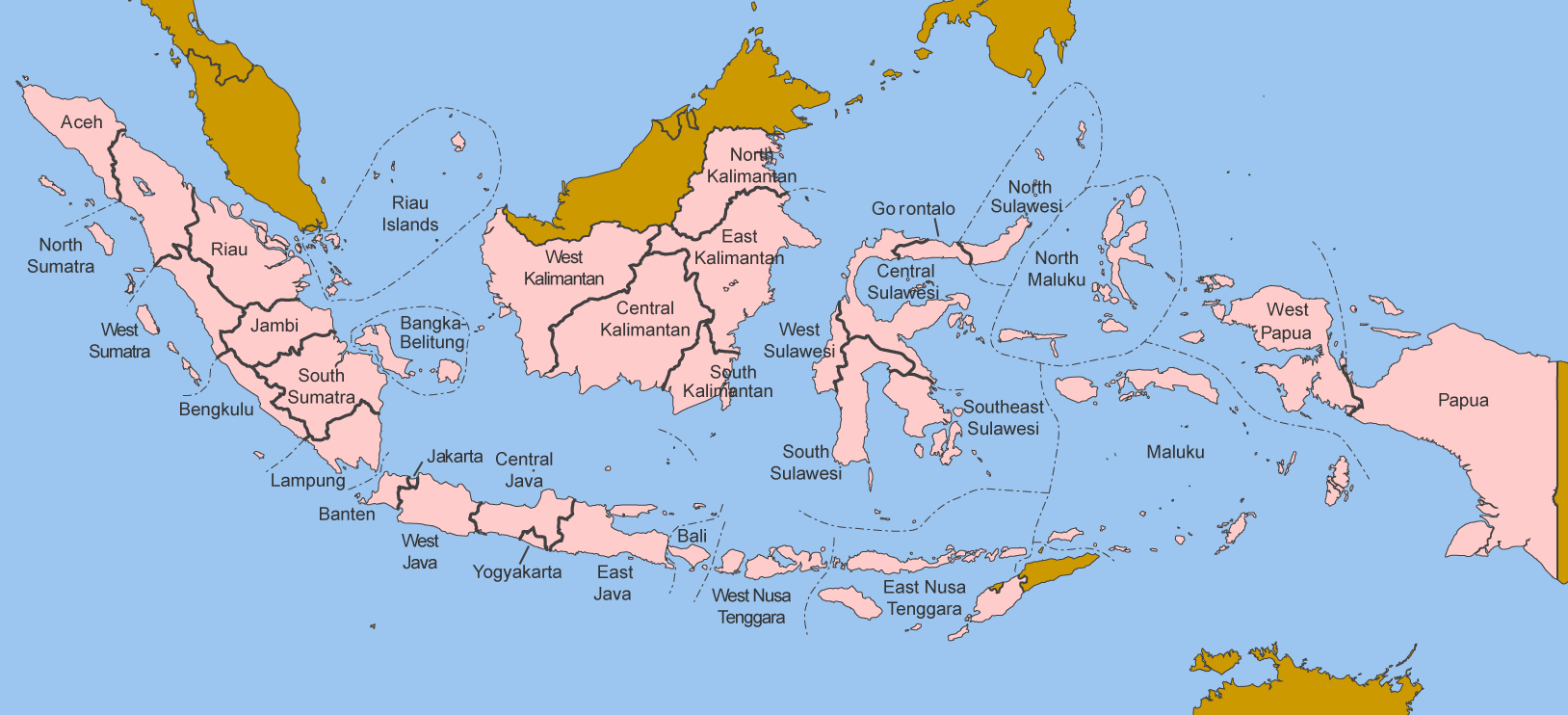
Province dell'Indonesia
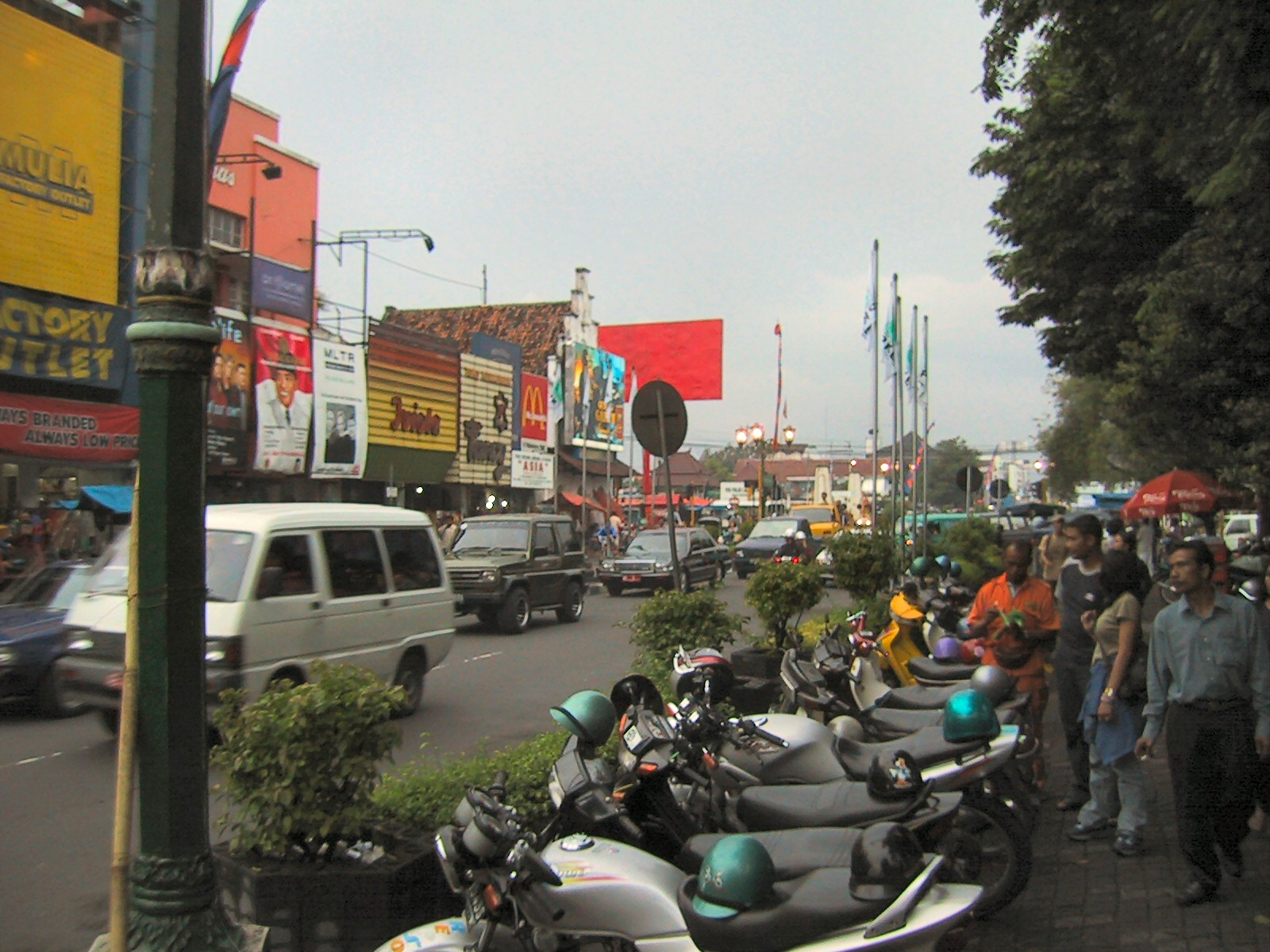
Malioboro, la più importante via di Yogyakarta
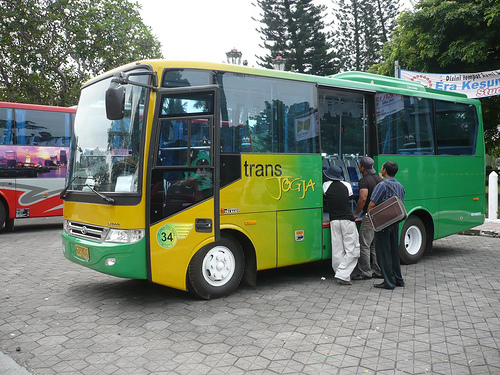
Trans Jogja Bus. Un autobus del sistema di trasporto rapido di Yogyakarta
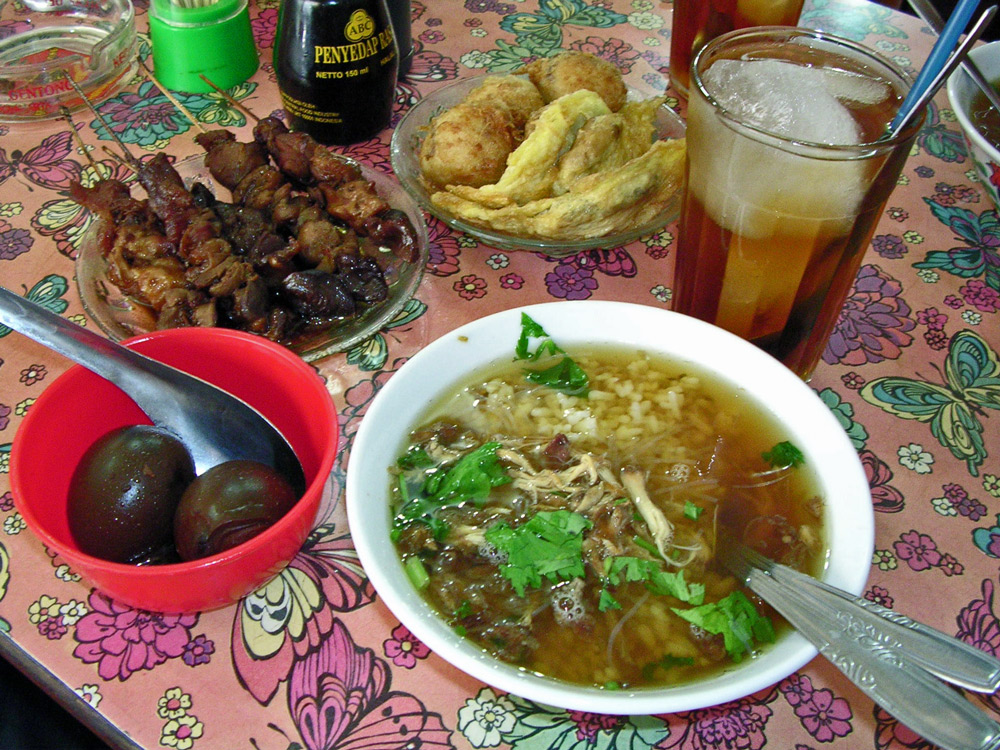
Una selezione di cucina indonesiana, incluso Soto Ayam (zuppa di pollo), sate kerang (saté), telor pindang (uova), perkedel (fritto) e il es teh manis (tè dolce ghiacciato)
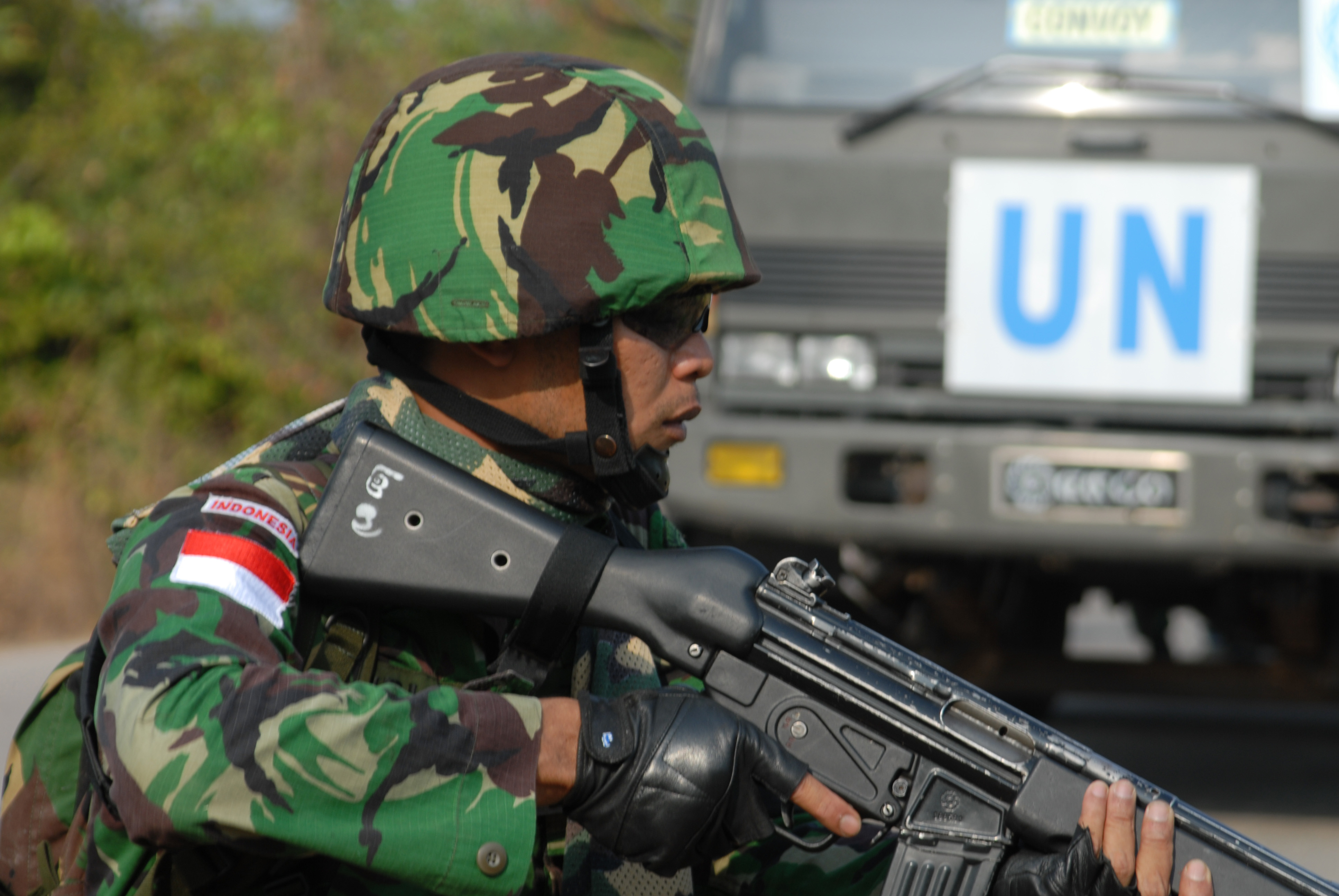
Un soldato dell'esercito indonesiano partecipa alle operazioni di pace dell'ONU
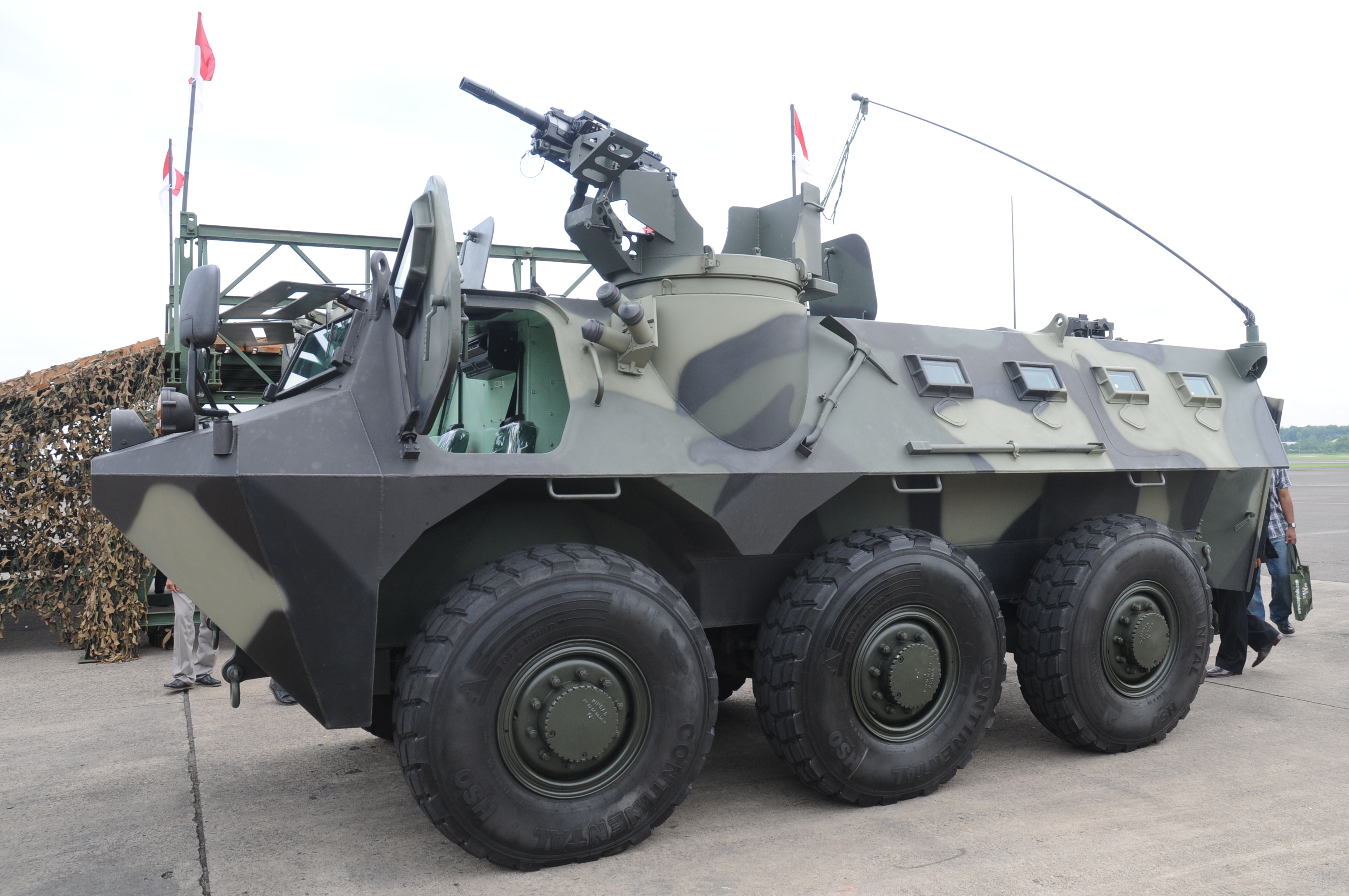
Veicolo trasporto truppe Pindad Panser "Anoa" esibito durante l'Indo Defense and Aerospace Expo 2008
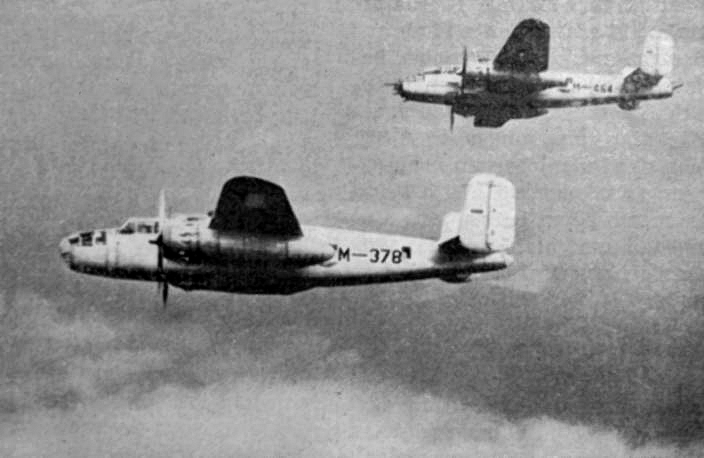
Bombardiere North American B-25 Mitchell negli anni cinquanta
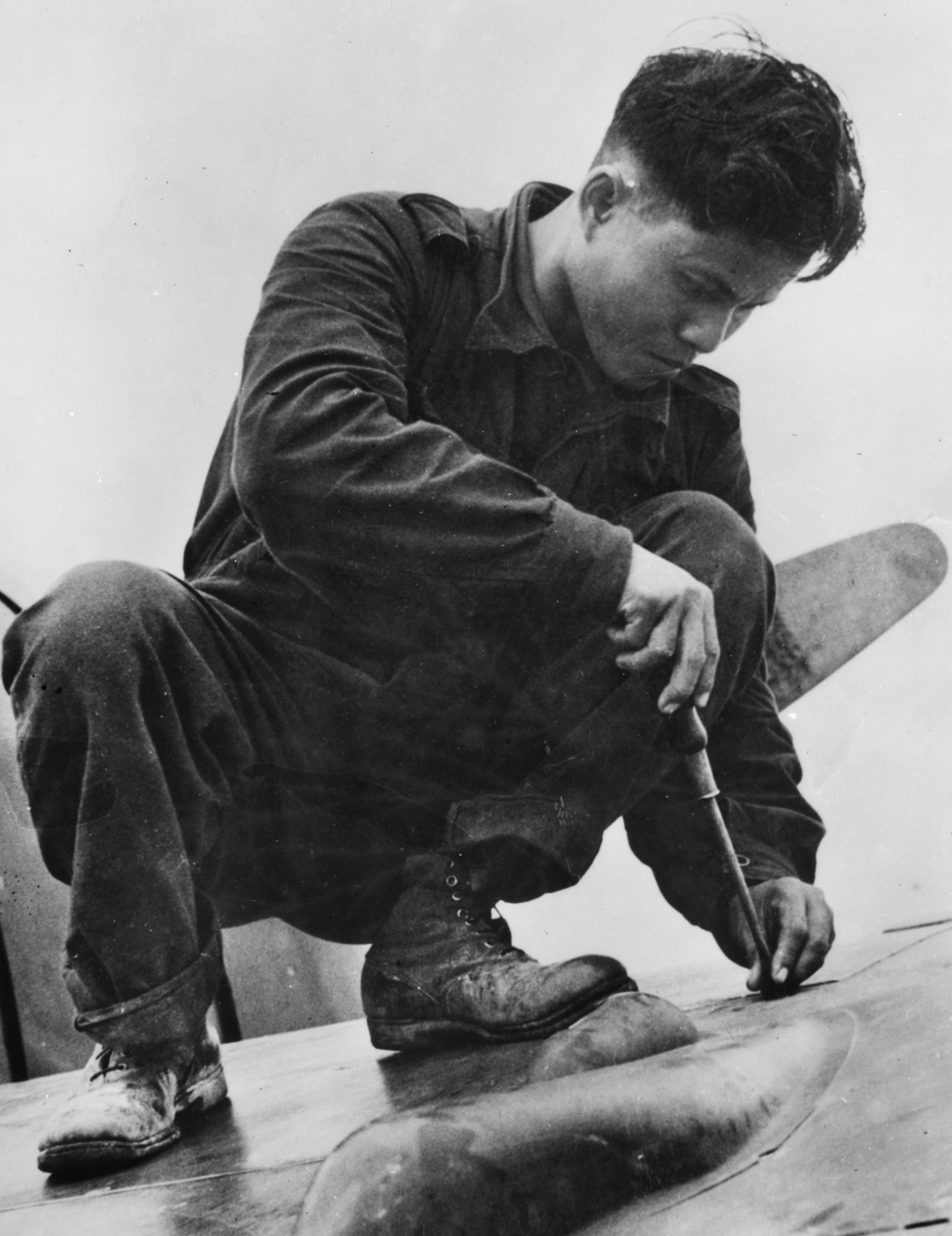
Un ingegnere indonesiano chiude uno dei portelli dei cannoni su un caccia Brewster F2A Buffalo olandese, gennaio 1942, prima della indipendenza.
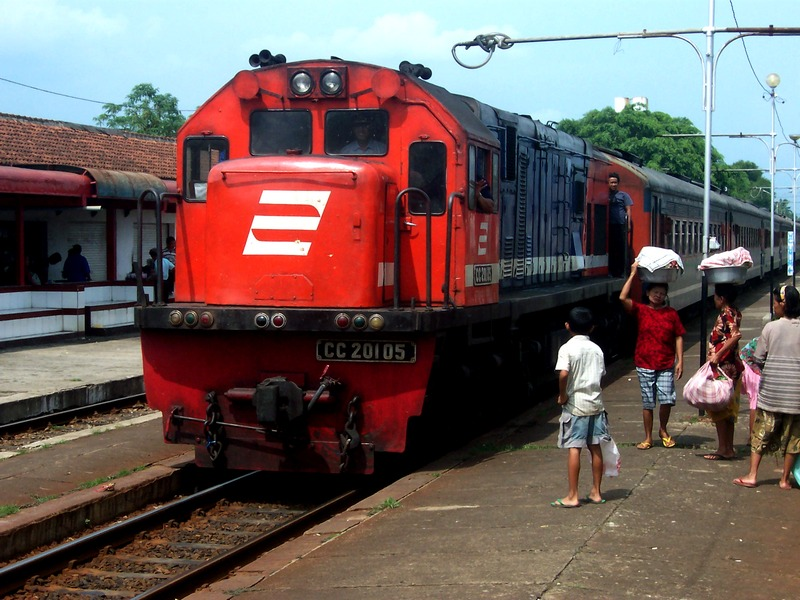
Locomotiva GE U20C in Indonesia
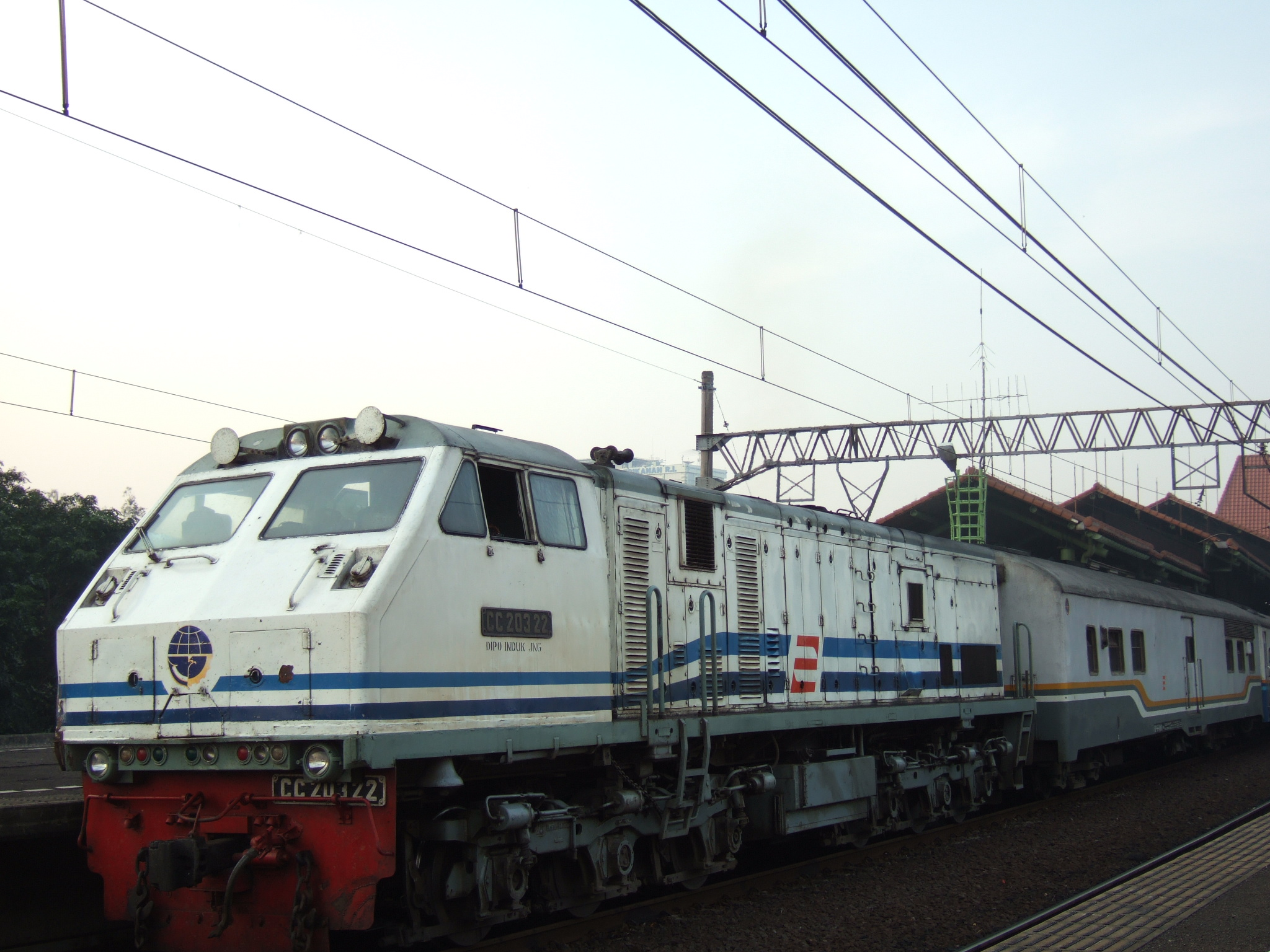
GE U20C "Full-Width Cabin"
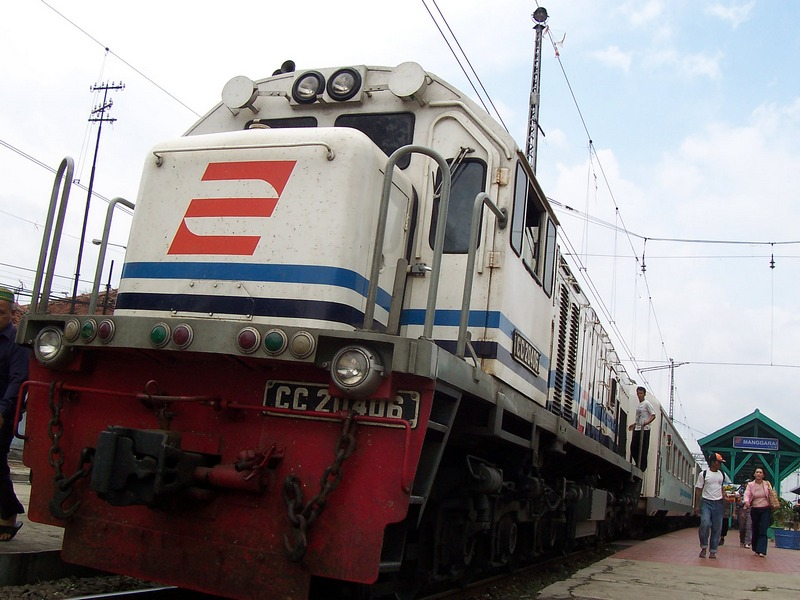
Locomotiva GE U20C, con sistema di controllo computerizzato